# Meijin (Roman)
Meijin (Originaltitel: 名人, meijin) ist ein semi-fiktionaler Roman des japanischen Autors Kawabata Yasunari. Er wurde in Buchform zuerst 1954 veröffentlicht. Die deutsche Übersetzung von Felix Heisel erschien 2015. Der Titel Meijin bezeichnet im Japanischen den höchsten Meistertitel in einer Wettkampfsportart. In diesem Fall handelt es sich um den Meistertitel im Go.

## Inhalt
Der Roman basiert auf der Abschiedspartie des amtierenden Go-Meisters Honinbō Shūsai gegen seinen jungen Herausforderer Kitani Minoru im Jahr 1938, über die Kawabata damals im Auftrag der Zeitung Nichinichi Shinbun in einer regelmäßigen Kolumne berichtet hatte. Die Partie dauerte über fünf Monate und wurde insbesondere durch einen dreimonatigen Krankenhausaufenthalt des Meisters unterbrochen. Honinbō Shūsai verlor gegen seinen Herausforderer und starb etwas über ein Jahr später.
Der Roman schildert detailliert den Ablauf und die Umstände der einzelnen Spieltage. Er stellt den Wettkampf auch als eine Auseinandersetzung zwischen der Tradition des alten Japan mit der Moderne dar, was in dem folgenden Zitat zum Ausdruck kommt: „Die Schönheit Japans und des Ostens waren aus dem Go entwichen. Alles war zu Wissenschaft und Regulierung verkommen.“ (S. 45–46)

## Die historische Partie
Der Verlauf der historischen Partie ist am Ende des Romans in Schaubildern exakt dargestellt.
Die Partie kann als .sgf-Format heruntergeladen werden.

## Deutsche Ausgabe
- Kawabata Yasunari: meijin. Brett und Stein Verlag, Frankfurt a. M. 2015, ISBN 978-3-940563-22-4, S. 175 (japanisch: 名人. Übersetzt von Felix Heisel).[1]